# James Tenney
James Tenney (Silver City, 10 agosto 1934 – Valencia, 24 agosto 2006) è stato un compositore e teorico della musica statunitense.
Diede alcuni dei primi importanti contributi a vari modelli compositivi quali la composizione algoritmica, la musica spettrale e quella microtonale. I suoi scritti teorici sono dedicati alla forma musicale, al timbro, alla consonanza e dissonanza e alla percezione armonica.

## Biografia
James Tenney nacque a Silver City nel Nuovo Messico, crescendo in Arizona e Colorado. Studiò all'Università di Denver, alla Juilliard School, al Bennington College e all'Università dell'Illinois. Studiò pianoforte con Eduard Steuermann e composizione con Chou Wen-chung, Lionel Nowak, Paul Boepple, Henry Brant, Carl Ruggles, Kenneth Gaburo, John Cage, Harry Partch e Edgard Varèse. Studiò acustica, teoria dell'informazione e composizione con musica per nastro con Lejaren Hiller. Nel 1961, Tenney terminò un'influente tesi intitolata Meta (+) Hodos che fu una delle primissime applicazioni delle teorie della Gestalt e della scienza cognitiva in musica.
Le prime composizioni di Tenney risentono l'influenza di Webern, Ruggles e Varèse, ma con il passare del tempo hanno gradualmente assimilato le teorie di John Cage. Nel 1961 compose la sua prima composizione "plunderphonics" Collage No.1 (Blue Suede) che manipola Blue Suede Shoes cantata da Elvis Presley. La sua musica composta dal 1961 al 1964 è perlopiù realizzata al computer e composta assieme a Max Matthews nei Bell Labs di New Jersey. Questa fase è caratterizzata da brani, quali Analog #1 (Noise Study) e Phases (1963), considerati fra i primi di musica sintetizzata al computer e composti con gli algoritmi.
Tenney visse a New York lungo gli anni sessanta partecipando alle attività del Fluxus, del Judson Dance Theater e dell'ensemble Tone Roads che co-fondò insieme a Malcolm Goldstein e Philip Corner. Si dedicò spesso alla conduzione della musica di Charles Ives e fu anche attivo come attore e artista al fianco di Carolee Schneemann, con cui ebbe una relazione sentimentale. Nel 1967 tenne un importante laboratorio dedicato al Fortran per un gruppo di compositori includenti Steve Reich, Nam June Paik, Dick Higgins, Jackson Mac Low, Phil Corner, Alison Knowles e Max Neuhaus. Fu anche uno dei quattro esecutori di Pendulum Music di Steve Reich (1967) e collaborò con artisti quali Harry Partch, John Cage e Philip Glass.
Tutte le composizioni di Tenney pubblicate successivamente sono strumentali, molte delle quali riflettono un interesse per la percezione armonica e per i sistemi di sintonizzazione. Fra queste si segnalano Clang (1972), Quintext (1972), Spectral CANON for CONLON Nancarrow (1974), Glissade (1982), Bridge (1982–84), Changes (1985), Critical Band (1988) e In a Large Open Space (1994). Tenney insegnò al Politecnico dell'Università di New York, all'Università Yale, al California Institute of the Arts, all'Università della California e alla York University. Fra i suoi studenti vi furono compositori quali John Luther Adams, John Bischoff, Michael Byron, Allison Cameron, Peter Garland, Douglas Kahn, Ingram Marshall, Larry Polansky, Charlemagne Palestine, Marc Sabat e Daniel Corral.
Morì il 24 agosto del 2006 per un carcinoma del polmone a Valencia (Santa Clarita), in California.